# Thelma Sutcliffe
Thelma Sutcliffe, née Liesche (1er octobre 1906 – 17 janvier 2022), était une supercentenaire américaine ayant vécu jusqu'à 115 ans et 108 jours, dont l'âge a été validé par le Groupe de recherche en gérontologie (GRG).
Elle était la doyenne des Américains vivants du 17 avril 2021, jour de la mort d'Hester Ford, jusqu'à sa propre mort. Avec la Japonaise Yoshi Otsunari et la Polonaise Tekla Juniewicz, elle était l'une des trois dernières personnes au monde nées en 1906.

## Biographie
Thelma Sutcliffe Liesche est née le 1er octobre 1906 à Benson, dans le district d'Omaha, au Nebraska. Elle avait une sœur, Marie Kelso, qui a vécu jusqu'à 106 ans. Le 3 septembre 1924, elle épousa Bill Sutcliffe, à l'âge de 17 ans. Ils restèrent mariés jusqu'en 1970, année du décès de son mari. Ils n'eurent pas d'enfants. Au cours de sa vie, Thelma mena deux combats contre le cancer du sein. Jusqu'à l'âge de 110 ans, Thelma Sutcliffe pratiqua le sport, joua au bridge et fit même la lessive. En 2017, elle emménagea dans une maison de retraite à Omaha.
Thelma Sutcliffe décéda le 17 janvier 2022, à l'âge de 115 ans et 108 jours.